# Селесте (порноактриса)
Селесте (англ. Celeste, настоящее имя Jennifer Lynda Acton, род. 3 мая 1972 года) — американская порноактриса, исполнившая главную роль в более чем 170 фильмах с 1992 по 1995 год.

## Биография
До карьеры в фильмах для взрослых работала стриптизёршей в ночном клубе «Дежавю» в Миннеаполисе. Также до и после карьеры работала воспитателем для детей с физическими и умственными недостатками. Начинает сниматься в фильмах в 1992 году. Больший успех пришёл только после того, как она перенесла ринопластику и увеличение груди.

## Награды и номинации
- 1995: XRCO Award — «лучшая сцена девушка-девушка», The Dinner Party[2]
- 1995: AVN Awards — «лучшая сцена только с девушками», The Dinner Party[3]
- 1996: AVN Awards — лучшая групповая сцена, Borderline (Orgía Final)[4]
- 1996: «Лучшая актриса года» — опрос читателей Adam Film World

## Избранная фильмография
- 2003 : Eye Spy: Celeste
- 2002 : Young Jenna
- 2001 : Vajenna
- 2000 : Best of the Vivid Girls 30
- 1998 : Pipelayer
- 1997 : How Sweet It Is
- 1996 : Kinky Couples
- 1995 : Best of Buttslammers 1
- 1995 : Pajama Party X 2
- 1994 : Dirty Doc’s Lesbi' Friends 9
- 1993 : Buttslammers 2
- 1993 : No Man’s Land 6
- 1992 : Thinking Of You